# Велсвил (Охајо)
Велсвил (енгл. Wellsville) град је у америчкој савезној држави Охајо.

## Демографија
По попису из 2010. године број становника је 3.541, што је 592 (-14,3%) становника мање него 2000. године.
| Група             | 2000.         | 2010.         |
| Белци             | 3.729 (90,2%) | 3.138 (88,6%) |
| Афроамериканци    | 288 (7,0%)    | 240 (6,8%)    |
| Азијати           | 5 (0,1%)      | 13 (0,4%)     |
| Хиспаноамериканци | 16 (0,4%)     | 41 (1,2%)     |
| Укупно            | 4.133         | 3.541         |